# TT380
La tombe thébaine TT 380 est située à Gournet Mourraï, dans la nécropole thébaine, sur la rive ouest du Nil, face à Louxor en Égypte.
C'est la sépulture d'Ânkhefenrêhorakhty, chef dans Thèbes à la dynastie lagide.